# Isauro Ulises Covili Linfati
Isauro Ulises Covili Linfati O.F.M. (Lumaco, 22 de março de 1961) é um ministro chileno e nomeado bispo católico romano de Iquique.

## Vida
Isauro Ulises Covili Linfati entrou no noviciado franciscano em 16 de julho de 1981 e fez a profissão perpétua em 20 de março de 1987. Em 23 de novembro de 1990 recebeu o Sacramento da Ordem.
Depois de várias tarefas em sua comunidade religiosa, foi Vigário Geral da Ordem Franciscana a partir de julho de 2021 .
O Papa Francisco o nomeou Bispo de Iquique em 23 de abril de 2022. Foi ordenado bispo em 18 de junho de 2022 sendo o celebrando principal Celestino Cardeal Aós Braco, O.F.M.Cap. e os coordenantes Alberto Ortega Martín, Núncio apostólico no Chile e Jorge Enrique Concha Cayuqueo, O.F.M., bispo de Osorno